# In the Sign of Evil
In the Sign of Evil (с англ. — «Под знаком зла») — первый мини-альбом и дебютный релиз немецкой трэш-метал группы Sodom, выпущенный в феврале 1985 года на независимом лейбле Devil’s Game. Пластинка считается частью первой волны блэк-метала. Несмотря на сырое звучание, впадающие в крайность тексты («Моя жизнь начинается в полночь, мастурбирую, чтобы убить себя») и простую структуру песен, две из них («Outbreak of Evil» и «Blasphemer») группа продолжает исполнять вживую на протяжении более 35 лет.
В 2007 году треки из In the Sign of Evil были перезаписаны и выпущены в виде альбома The Final Sign of Evil.

## Список композиций
Все тексты написаны Томасом Зухом, за исключением «Witching Metal», написанной Франком Тестегеном.
| №                   | Название                 | Длительность |
| ------------------- | ------------------------ | ------------ |
| 1.                  | «Outbreak of Evil»       | 4:49         |
| 2.                  | «Sepulchral Voice»       | 4:31         |
| 3.                  | «Blasphemer»             | 3:05         |
| 4.                  | «Witching Metal»         | 3:13         |
| 5.                  | «Burst Command 'Til War» | 3:36         |
| Общая длительность: | Общая длительность:      | 19:12        |

## Участники записи
Sodom
- Томас Зух — вокал, бас-гитара
- Йозеф «Grave Violator» Доминик — гитара
- Кристиан «Witchhunter» Дудек — ударные

Производственный персонал
- Вольфганг Эйхольц — продюсирование
- Хорст Мюллер — звукоинженер
- Свен Класен — менеджмент группы
- Иоахим Печульский — обложка